# Уильямс, Уэнди О.
Уэнди Орлин Уильямс (англ. Wendy Orlean Williams; 28 мая 1949, Уэбстер, Нью-Йорк — 6 апреля 1998, Сторс) — американская рок-певица (позже — актриса), вокалистка метал-панк-группы Plasmatics, «королева шок-рока», считавшаяся самой радикальной и скандальной исполнительницей своего времени. На сцену Уильямс выходила почти без одежды, покрытая кремом для бритья, нередко вооруженная бензопилой или молотом. В 1985 году Уильямс была номинирована на Грэмми в категории «Лучшее женское вокальное рок-исполнение».
О Уильямс, на сцене разбивавшей телевизоры, распиливавшей электропилами гитары и динамики, выпрыгивавшей в последний момент из взрывающихся автомобилей и автобусов, современники отзывались как об исполнительнице, не знавшей страха. Уйдя со сцены в 1988 году, певица (прежде обладавшая грозными имиджем и репутацией) перешла к тихому и замкнутому образу жизни, пропагандируя вегетарианство и здоровое питание, поддерживая движение за сохранение живой природы.
6 апреля 1998 года Уильямс (по свидетельству бывшего менеджера и многолетнего бойфренда Рода Свенсона, страдавшая глубокой депрессией) покончила с собой, выстрелив себе в голову — в лесу, неподалёку от своего дома в Сторсе (штат Коннектикут). Как пишет автор биографии на Allmusic Марк Деминг, «Несмотря на то, что Уильямс никогда не пользовалась такой поддержкой музыкальной критики, как Патти Смит, Сьюзи Сью или Эксин Червенка, многие именно её считали первым женским олицетворением панк-рока».

## Дискография

### Plasmatics
- Butcher Baby/Fast Food Service (Live)/Concrete Shoes (Live) (7" single, 1978)
- Meet The Plasmatics (12" EP, 1979)
- Dream Lover/Corruption/Want You Baby (7" single, 1979)
- Butcher Baby/Tight Black Pants (Live) (7" single, 1980)
- Butcher Baby EP (12" EP, 1980)
- Monkey Suit/Squirm (Live) (7" single, 1980)
- New Hope For The Wretched (LP, 1980)
- Beyond the Valley of 1984 (LP, 1981)
- Metal Priestess (12" EP, 1981)
- Coup d’Etat (LP, 1982)
- Maggots: The Record (LP, 1987)
- Coup De Grace (LP, 2000)
- Put Your Love in Me: Love Songs for the Apocalypse (LP, 2002)
- Final Days: Anthems for the Apocalypse (LP, 2002)

## W.O.W
- Stand by Your Man" w/ Lemmy from Motorhead (7" single, 1982)
- W.O.W. (LP, 1984)
- It’s My Life/Priestess (7" single, 1984)
- Fuck 'N' Roll (Live) (Cassette EP, 1985)
- Kommander of Kaos (LP, 1986)
- Deffest and Baddest (c Ultrafly and the Hometown Girls) (LP, 1987)
- Fuck You!!! And Loving It: A Retrospective (LP, 1988)

## Фильмография
- MacGyver (Harry’s Will) — «Big Mama» (1990)
- Pucker Up and Bark Like a Dog — «Butch» (1990)
- The New Adventures of Beans Baxter (A Nightmare on Beans' Street) — «Machine Gun Woman» (1987)
- The New Adventures of Beans Baxter (Beans' First Adventure: Part 1) — «Conju» (1987)
- The New Adventures of Beans Baxter (Beans' First Adventure: Part 2) — «Conju» (1987)
- Девочки из исправительной колонии — «Charlie Chambliss» (1986)
- 800 Fantasy Lane — теннисистка (1979)
- Candy Goes to Hollywood — У. О. Уильямс (1979)

### Звуковые дорожки
- Legend of Billie Jean, «It’s My Life» (1985)